# Ihalan Kontunen
Ihalan Kontunen är en sjö i kommunen Nyslott i landskapet Södra Savolax i Finland. Sjön ligger 85,7 meter över havet. Arean är 1,2 kvadratkilometer och strandlinjen är 7,65 kilometer lång. Sjön  ingår i Vuoksens huvudavrinningsområde.   Den ligger omkring 89 kilometer öster om S:t Michel och omkring 260 kilometer nordöst om Helsingfors. 